# Канарис (эсминец)
«Канарис» (греч. ΒΠ  Κανάρης ) — греческий эскортный миноносец типа «Хант». 
Строился в Англии для Королевского флота, под именем HMS  Hatherleigh  (L53). Ещё на стапеле передан Королевскому греческому флоту, понёсшему тяжёлые потери в начале Второй мировой войны. Включён в состав греческого флота 27 июля 1942 года, под именем «Канарис» (L67), в честь одного из самых известных моряков Греческой революции, капитана брандера и впоследствии адмирала и премьер-министра Греции,  Константина Канариса. 

## Служба
«Канарис» был принят в Англии 28 июля 1942 года греческим экипажем, под командованием капитана И. Влахопулоса. 
Эсминец был задействован в эскортах конвоев и боевом патрулировании последовательно в Атлантике, Красном море а затем, и в основном, в Средиземном море. 
«Канарис», вместе с ещё тремя однотипными греческими эсминцами, « Адриас» «Миаулис» и «Пинд» принял участие в высадке союзников в Сицилии. 
«Канарис», под командованием коммандера Дамилатиса, был в «первой волне» высадки союзников и в историографии ему принадлежит почётное место первого союзного боевого корабля, вошедшего под обстрелом береговых батарей в порт Аугуста 11 июля 1943 года. 
После выхода Италии из войны, «Канарису» была предоставлена честь сопровождать «пленный» итальянский флот. 
Во время  Декабрьских боёв 1944 года в Афинах, экипаж «Канариса» отказался обстреливать позиции городских отрядов  Народно-освободительной армии Греции. 
Как следствие, «Канарис» был придан англо-греческой эскадре, непонятно из каких соображений посланной 24 декабря высадить десант на острове Лесбос. Но высадке 3 дня препятствовало местное, частично вооружённое, население. 
Просьба английского бригадного генерала Turnbull и «военного коменданта Эгейского моря»,  Христодула Цигантеса, разрешить высадку 800 индусов, которые после отдыха будут отправлены на Додеканес, «воевать против общего врага», была отклонена островитянами, в свете боёв происходивших в Афинах между англичанами и  Народно-освободительной армией Греции (ЭЛАС). 
Попытка высадки была остановлена предупредительным огнём местных отрядов ЭЛАС. 
Просьба высадить 70-80 солдат, «для возложения венка к памятнику павшим», также была отклонена. 
После трёх дней безрезультатных переговоров, эскадра, и «Канарис» в её составе, вернулась восвояси:230. 
Впоследствии и с другим экипажем, «Канарис» принял участие в  Гражданской войне  1946-1949. Возвращён Великобритании 12 ноября 1959 года и продан на лом в 1960 году. 

## Предшественники

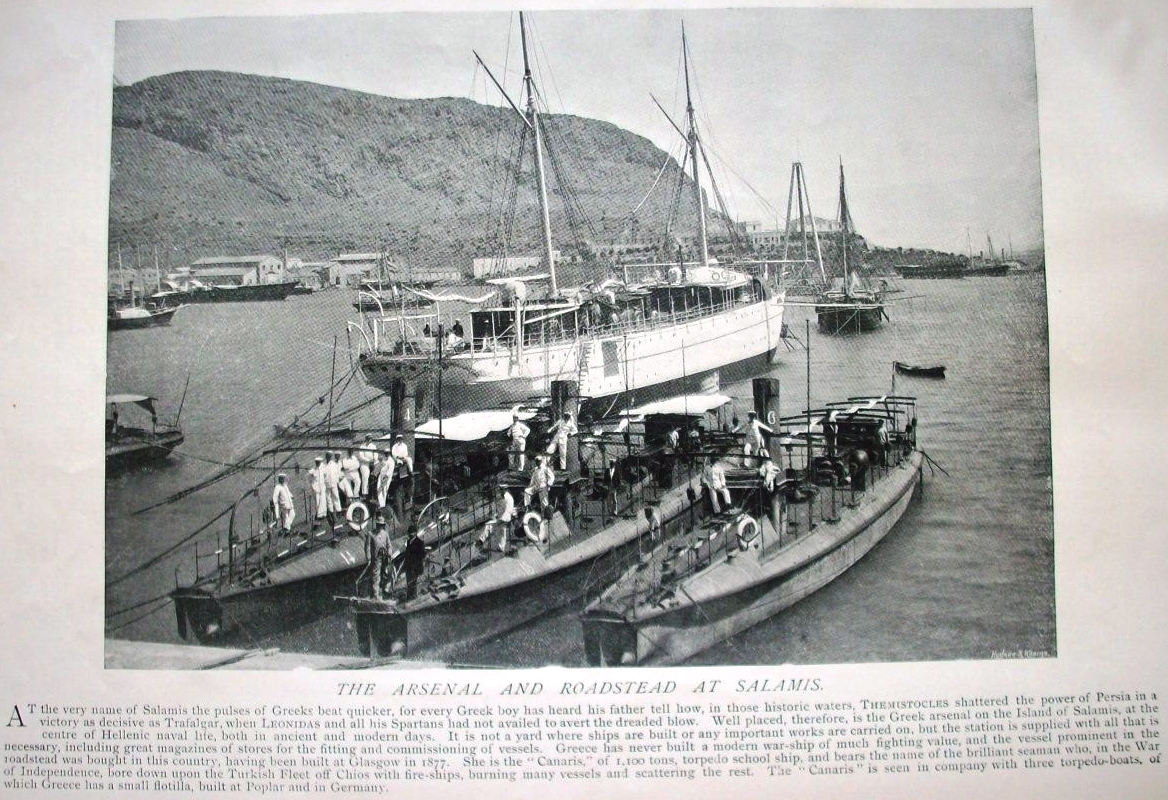
Судно обеспечения «Канарис».

- Канарис (парусная канонерская лодка). Введена в состав флота в 1835 году, выведена из состава флота в 1859 году.
- Канарис (судно обеспечения). Введено в состав флота в 1880, выведено из состава флота в 1923 году.

## Наследники

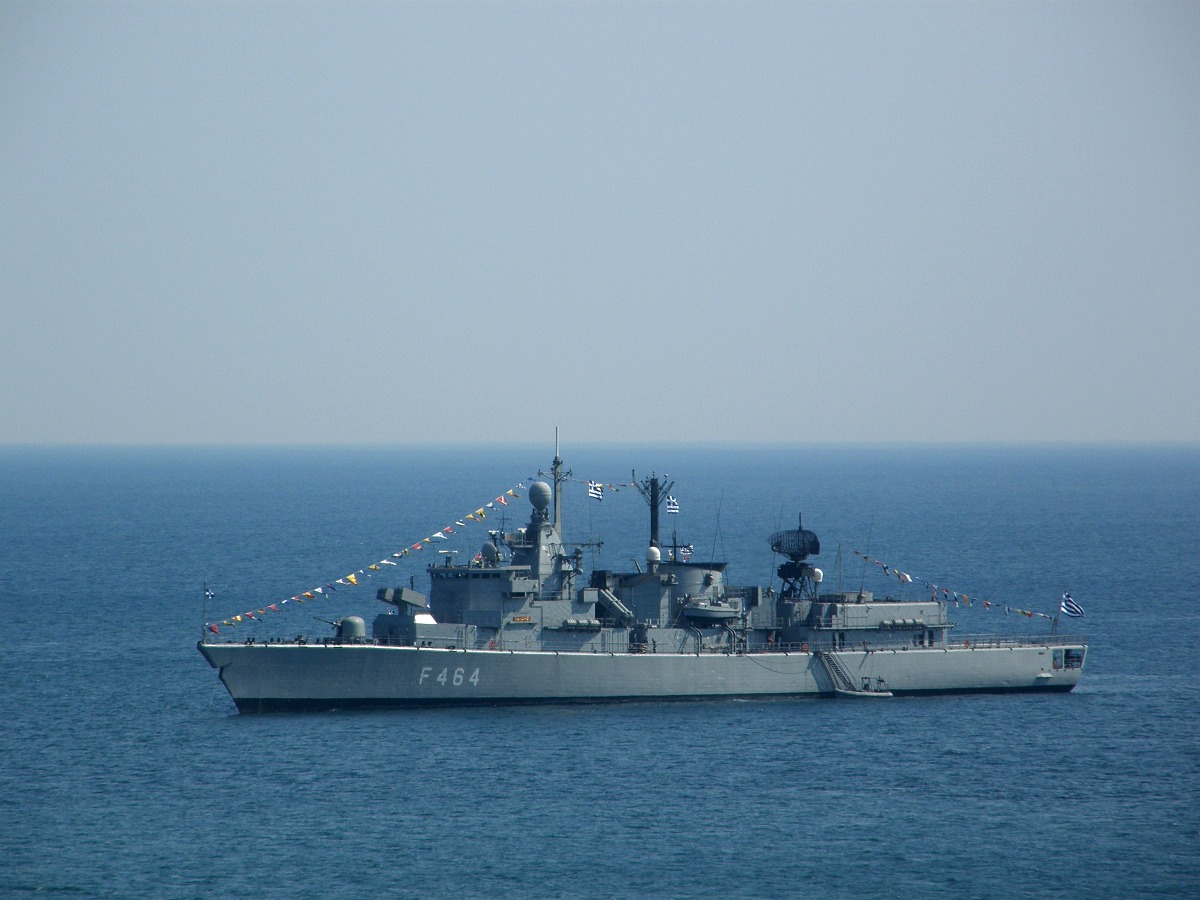
Современный фрегат «Канарис»

- Канарис II (эсминец) типа GEARING/ FRAM I, бывший американский USS STICKELL DD888. Введён в состав флота в 1972 году, выведен в 1993 году.
- Канарис (фрегат). Бывший голландский JAN VAN BRAKEL F 825. Введён в состав флота в 2002 году.